# 全国中等学校優勝野球大会四国大会
全国中等学校優勝野球大会四国大会（ぜんこくちゅうとうがっこうゆうしょうやきゅうたいかいしこくたいかい）は、1915年から1947年まで行われていた全国中等学校優勝野球大会の地方大会である。

## 概要
本大会の優勝校が全国中等学校優勝野球大会に出場する。第1回は香川県・徳島県からのみの参加であったが、第2回で愛媛県勢が初参加。第6回大会で高知県勢が初参加して、四国の四県すべてが参加する大会となる。
会場
開催地は初期の大会においては大会開催に高松中OBが尽力したことから第1回、第2回が香川商グラウンド、第3回・4回が高松中グラウンド、第5回が栗林公園北庭運動場と高松市内で行われていた。第6回大会のみ分散開催（四国東部予選は栗林公園。四国西部予選は旧制松山高グラウンド。決勝は鳴尾球場）したのち、第7回大会からは前年度優勝校が属する県の県庁所在地での開催となり、第21回大会から各県の持ち回りとなった。
- 香川県 - 香川商、高松中、栗林公園北庭運動場、高松グラウンド（高松球場）
- 愛媛県 - 松山高、道後グラウンド（道後球場）
- 徳島県 - 西の丸球場
- 高知県 - 高知市設球場
- 中立地 - 鳴尾球場（兵庫県）

## 歴史
四国中等学校野球界は香川・愛媛の北四国勢のレベルが高く、優勝のほとんどは香川・愛媛両県勢で占められた。両県は互いをライバル視し、特に高松商と松山商の対決は「四国の早慶戦」と呼ばれ、数々の名勝負やトラブルを引き起こした。

### 第1回大会
当初は四国地区と山陽地区を併せて1地区として開催される予定であったが、高松体育会の鈴木義伸の尽力により、四国単独で開催されることとなった。徳島からは5校が参加し、四国大会前に徳島予選を行い3校の出場が決まった。
第1回大会は下記の8校が出場した。
- 高松中（現：高松高）
- 香川商（現：高松商）
- 丸亀中（現：丸亀高）
- 大川中（現：三本松高）
- 三豊中（現：観音寺一高）
- 徳島商
- 撫養中（現：鳴門高）
- 徳島師範学校（現：鳴門教育大学）

### 第4回大会
第4回大会決勝の今治中対丸亀中戦。三回の丸亀中の攻撃中、丸亀中の打者走者と今治中の一塁手が衝突し、丸亀中選手のスパイクにより今治中一塁手が負傷したため、丸亀中は棄権した。この結果、今治中が初の四国代表となったが、全国大会は米騒動のため中止になってしまった。

### 第5回大会
第4回大会の騒動後、香川県知事が香川県の全校に対し、対外試合禁止令を出したため、この大会に香川県勢は参加していない。徳島商が徳島県勢として初めて決勝に進出。

### 第6回大会
香川県勢が復帰。再び香川と愛媛との間で騒動が起こることを恐れた主催者は、一次予選として、香川・徳島両県による東部予選と、愛媛・高知両県の西部予選を行い、さらに両予選の勝者が争う決勝戦を当時の全国大会会場であった鳴尾球場で行い、なるべく香川県勢と愛媛県勢が顔をあわせないようにした。第7回大会からは1箇所開催に戻る。

## 沿革
- 1915年（第1回）香川商業学校校庭に於いて第1回大会を開催。優勝は高松中。
- 1918年（第4回）今治中（現：今治西高）が愛媛県勢として初めて優勝するも、米騒動のため全国大会は中止。
- 1920年（第6回）今大会のみ、一次予選として東部予選と西部予選が開催され、決勝は兵庫県の鳴尾球場で行われる。
- 1925年（第11回）第11回全国中等学校優勝野球大会に於いて高松商が四国代表として初めて全国制覇を達成する。
- 1927年（第13回）第13回全国中等学校優勝野球大会に於いて高松商が全国制覇。
- 1932年（第18回）各県予選が開始される。上位校が四国大会に出場。
- 1935年（第21回）第21回全国中等学校優勝野球大会に於いて松山商が全国制覇。
- 1937年（第23回）徳島商が徳島県勢として初めて優勝。
- 1941年（第27回）戦争のため予選途中で中止。
- 1942年 - 1945年　開催されず。
- 1946年（第28回）再開される。城東中（現：高知追手前高）が高知県勢として初めて優勝する。
- 1948年（第30回）学制改革のため、全国中等学校優勝野球大会が全国高等学校野球選手権大会と名称が変わる。四国地区の予選は北四国大会と南四国大会が開催されることとなり、四国大会は消滅した。

## 大会結果
| 大会（年度）         | 優勝校（代表校）   | 決勝スコア         | 準優勝校           | 備考                 | 全国大会成績       |
| -------------------- | ------------------ | ------------------ | ------------------ | -------------------- | ------------------ |
| 第1回大会（1915年）  | 高松中（香川）     | 11 - 11            | 香川商（香川）     | 香川商が試合途中棄権 | 初戦敗退           |
| 第2回大会（1916年）  | 香川商（香川）     | 11 - 1             | 高松中（香川）     |                      | ベスト8            |
| 第3回大会（1917年）  | 香川商（香川）     | 19 - 6             | 丸亀中（香川）     |                      | 初戦敗退           |
| 第4回大会（1918年）  | 今治中（愛媛）     | 2 - 11             | 丸亀中（香川）     | 丸亀中が試合途中棄権 | （中止）           |
| 第5回大会（1919年）  | 松山商（愛媛）     | 7 - 0              | 徳島商（徳島）     | 7回コールド          | ベスト8            |
| 第6回大会（1920年）  | 松山商（愛媛）     | 8 - 1              | 香川商（香川）     |                      | ベスト4            |
| 第7回大会（1921年）  | 松山商（愛媛）     | 3 - 2              | 北予中（愛媛）     |                      | ベスト8            |
| 第8回大会（1922年）  | 松山商（愛媛）     | 4 - 2              | 高松商（香川）     |                      | ベスト4            |
| 第9回大会（1923年）  | 松山商（愛媛）     | 13 - 1             | 高松中（香川）     |                      | 初戦敗退           |
| 第10回大会（1924年） | 松山商（愛媛）     | 3x - 2             | 高松中（香川）     |                      | ベスト8            |
| 第11回大会（1925年） | 高松商（香川）     | 7 - 1              | 高松中（香川）     |                      | 優勝               |
| 第12回大会（1926年） | 高松中（香川）     | 7 - 4              | 松山商（愛媛）     |                      | ベスト4            |
| 第13回大会（1927年） | 高松商（香川）     | 2 - 1              | 松山商（愛媛）     |                      | 優勝               |
| 第14回大会（1928年） | 高松中（香川）     | 9 - 2              | 坂出商（香川）     |                      | ベスト4            |
| 第15回大会（1929年） | 高松商（香川）     | 5 - 0              | 高松中（香川）     |                      | ベスト8            |
| 第16回大会（1930年） | 松山商（愛媛）     | 4 - 0              | 高松中（香川）     |                      | ベスト8            |
| 第17回大会（1931年） | 松山商（愛媛）     | 10 - 6             | 坂出商（香川）     |                      | ベスト4            |
| 第18回大会（1932年） | 松山商（愛媛）     | 15 - 5             | 高松商（香川）     |                      | 準優勝             |
| 第19回大会（1933年） | 松山中（愛媛）     | 7 - 6              | 高松商（香川）     |                      | ベスト4            |
| 第20回大会（1934年） | 高松中（香川）     | 6 - 5              | 松山商（愛媛）     |                      | ベスト8            |
| 第21回大会（1935年） | 松山商（愛媛）     | 4 - 1              | 丸亀中（香川）     |                      | 優勝               |
| 第22回大会（1936年） | 松山商（愛媛）     | 2 - 0              | 宇和島中（愛媛）   |                      | 初戦敗退           |
| 第23回大会（1937年） | 徳島商（徳島）     | 4x - 3             | 宇和島商（愛媛）   | 延長14回             | 初戦敗退           |
| 第24回大会（1938年） | 坂出商（香川）     | 6 - 3              | 宇和島商（愛媛）   |                      | 2回戦              |
| 第25回大会（1939年） | 高松商（香川）     | 7 - 4              | 志度商（香川）     |                      | ベスト8            |
| 第26回大会（1940年） | 徳島商（徳島）     | 9 - 4              | 高松中（香川）     |                      | 初戦敗退           |
| 第27回大会（1941年） | （中止）           | （中止）           | （中止）           | （中止）             | （中止）           |
| 1942年 - 1945年      | （戦争のため中断） | （戦争のため中断） | （戦争のため中断） | （戦争のため中断）   | （戦争のため中断） |
| 第28回大会（1946年） | 城東中（高知）     | 7 - 0              | 高松中（香川）     |                      | 2回戦              |
| 第29回大会（1947年） | 志度商（香川）     | 7 - 4              | 高知商（高知）     |                      | ベスト8            |